# Васудеван Бгашкаран
Васудеван Бгашкаран (17 серпня 1950) — індійський хокеїст на траві.
Олімпійський чемпіон 1980 року, учасник 1976 року.
Срібний призер Азійських ігор 1974, 1978 років.
Срібний призер Чемпіонату світу 1973 року.